# Moksha (ensayo)
Moksha es un compendio recopilatorio de Aldous Huxley que incluye todos sus «escritos sobre psicodelia y experiencias visionarias de 1931 a 1963», tal y como figura en el subtítulo de la obra, publicada póstumamente en 1977 y considerada todo un clásico en la materia.
Etimológicamente, Moksha es la denominación con la que el hinduismo define la liberación del ser humano de las ataduras del Karma.

## Contenido
Desde que en 1953 accediera a la experimentación con mescalina, lo que diera lugar a sus otras dos paradigmáticas obras sobre las drogas, Las puertas de la percepción (1954) y Cielo e infierno (1956), Huxley desarrollaría su interés en escribir y dar a conocer la capacidad de las sustancias alucinógenas para despertar lo sagrado en lo humano, dentro de un contexto claramente opuesto al misticismo y desde una civilización obsesionada y atrapada unidireccionalmente en el culto al consumismo, la evolución tecnológica y las relaciones objetales tendentes a la cosificación.
Por lo tanto, nos hallaríamos ante un uso intelectual, más que recreativo, de los alucinógenos, en donde sentar las bases que alertaran sobre los riesgos de una sociedad excesivamente sofisticada, de un incremento tecnológico en detrimento de la capacidad ética del individuo y de la desatención en el descontrol demográfico.